# Shūto Nakahara
Shūto Nakahara (japanisch 中原 秀人 Nakahara Shūto; * 29. Oktober 1990 in Akune) ist ein japanischer Fußballspieler.

## Karriere
Nakahara erlernte das Fußballspielen in der Schulmannschaft der Saga Higashi High School und der Universitätsmannschaft der Pädagogischen Hochschule Fukuoka. Seinen ersten Vertrag unterschrieb er 2012 bei Giravanz Kitakyushu. Der Verein spielte in der zweithöchsten Liga des Landes, der J2 League. Für den Verein absolvierte er fünf Ligaspiele. 2013 wechselte er zum Ligakonkurrenten Avispa Fukuoka. Am Ende der Saison 2015 stieg der Verein in die erste Liga auf. Für den Verein absolvierte er 96 Ligaspiele. 2017 kehrte er zum Drittligisten Giravanz Kitakyushu zurück. Für den Verein absolvierte er fünf Ligaspiele. Im August 2017 wechselte er zum Ligakonkurrenten Kagoshima United FC. 2018 wurde er mit dem Verein Vizemeister der dritten Liga und stieg in die zweite Liga auf. Am Ende der Saison 2019 musste der Verein wieder den Weg in die Drittklassigkeit antreten. Am Ende der Saison 2023 wurde er mit Kagoshima Vizemeister und stieg somit in die zweite Liga auf. Am Ende der Saison 2024 belegte er mit Kagoshima den 19. Tabellenplatz und musste somit in die dritte Liga absteigen. Nach dem Abstieg verließ er den Verein und schloss sich dem Viertligisten ReinMeer Aomori FC an.
Kagoshima United FC
- Japanischer Drittligavizemeister: 2018  ▲
- Japanischer Drittligavizemeister: 2023  ▲